# Р̌
Р̌ (minuskule р̌) je písmeno cyrilice. Jedná se o variantu písmena Р. Je používáno pouze v nivchštině. Písmeno se poprvé objevilo v roce 1980, kdy nahradilo spřežku рш.